# Jasurbek Jaloliddinov
Jasurbek Jaloliddinov (Navoiy, 15 maggio 2002) è un calciatore uzbeko, centrocampista del So'g'diyona.

## Caratteristiche tecniche
Centrocampista offensivo, può essere schierato sulle fasce oppure da trequartista a supporto di un centravanti. Nel 2019 il The Guardian lo ha inserito tra i 60 migliori calciatori nati nel 2002.

## Carriera

### Club
Cresciuto nel settore giovanile del Bunyodkor, ha debuttato in prima squadra il 2 agosto 2018 disputando l'incontro di Uzbekistan Super League perso 3-1 contro il Qo'qon 1912.

### Nazionale
Il 23 febbraio 2020 ha esordito con la nazionale uzbeka disputando l'amichevole persa 1-0 contro la Bielorussia.

## Statistiche
Statistiche aggiornate al 24 febbraio 2020.

### Presenze e reti nei club
| Stagione        | Squadra         | Campionato      | Campionato | Campionato | Coppe nazionali | Coppe nazionali | Coppe nazionali | Coppe continentali | Coppe continentali | Coppe continentali | Altre coppe | Altre coppe | Altre coppe | Totale | Totale | Totale |
| Stagione        | Squadra         | Comp            | Pres       | Reti       | Comp            | Pres            | Reti            | Comp               | Pres               | Reti               | Comp        | Pres        | Reti        | Pres   | Reti   |        |
| --------------- | --------------- | --------------- | ---------- | ---------- | --------------- | --------------- | --------------- | ------------------ | ------------------ | ------------------ | ----------- | ----------- | ----------- | ------ | ------ | ------ |
| 2018            | Bunyodkor       | PFL             | 1          | 0          | CU              | 1               | 0               |                    | -                  | -                  | -           | -           | -           | 2      | 0      |        |
| 2019            | Bunyodkor       | PFL             | 20         | 2          | CU              | 0               | 0               |                    | -                  | -                  | -           | -           | -           | 20     | 2      |        |
| 2020            | Bunyodkor       | PFL             | 0          | 0          | CU              | 0               | 0               | ACL                | 2                  | 0                  | -           | -           | -           | 2      | 0      |        |
| Totale carriera | Totale carriera | Totale carriera | 21         | 2          |                 | 1               | 0               |                    | 2                  | 0                  |             | -           | -           | 24     | 2      |        |

### Cronologia presenze e reti in nazionale
| Cronologia completa delle presenze e delle reti in nazionale ― Uzbekistan | Cronologia completa delle presenze e delle reti in nazionale ― Uzbekistan | Cronologia completa delle presenze e delle reti in nazionale ― Uzbekistan | Cronologia completa delle presenze e delle reti in nazionale ― Uzbekistan | Cronologia completa delle presenze e delle reti in nazionale ― Uzbekistan | Cronologia completa delle presenze e delle reti in nazionale ― Uzbekistan | Cronologia completa delle presenze e delle reti in nazionale ― Uzbekistan | Cronologia completa delle presenze e delle reti in nazionale ― Uzbekistan |
| Data                                                                      | Città                                                                     | In casa                                                                   | Risultato                                                                 | Ospiti                                                                    | Competizione                                                              | Reti                                                                      | Note                                                                      |
| ------------------------------------------------------------------------- | ------------------------------------------------------------------------- | ------------------------------------------------------------------------- | ------------------------------------------------------------------------- | ------------------------------------------------------------------------- | ------------------------------------------------------------------------- | ------------------------------------------------------------------------- | ------------------------------------------------------------------------- |
| 23-2-2020                                                                 | Al Hamriyah                                                               | Uzbekistan                                                                | 0 – 1                                                                     | Bielorussia                                                               | Amichevole                                                                | -                                                                         | 46’                                                                       |
| Totale                                                                    |                                                                           | Presenze                                                                  | 1                                                                         |                                                                           | Reti                                                                      | 0                                                                         |                                                                           |

## Palmarès
- Giochi asiatici: 1

2022